# Zophodetus
Zophodetus is een geslacht van vliesvleugeligen uit de familie Torymidae. De wetenschappelijke naam van dit geslacht is voor het eerst geldig gepubliceerd in 1980 door Grissell.

## Soorten
Het geslacht Zophodetus is monotypisch en omvat slechts de volgende soort:
- Zophodetus woodruffi Grissell, 1980